# Consoante coronal
Consoantes coronais são consoantes produzidas com a parte flexível frontal da língua. Somente as consoantes coronais podem ser dividas em consoantes apicais (usam a ponta da língua), laminais (usam a lâmina da língua) e subapicais (usam a parte debaixo da língua) e outras poucas orientações mais raras, porque somente a parte frontal da língua tem tal destreza. Consoantes coronais têm outra dimensão, a sulcalização (um sulco na linha no centro da língua), que é usado para fazer sibilantes, em combinação com as orientações acima. 

## Pontos de Articulação
Pontos de articulação coronal incluem as consoantes dentais nos dentes superiores, as alveolares na crista alveolar (gengiva atrás dos dentes superiores), as várias consoantes pós-alveolares, as consoantes retroflexas verdadeiras (língua curvada contra o palato duro) e as linguolabiais (língua contra os lábios superiores).
| IPA Símbolo | Nome da consoante             | Exemplo         | AFI    |
| ----------- | ----------------------------- | --------------- | ------ |
| z           | Fricativa alveolar sonora     | zona            | /zonɐ/ |
| s           | Fricativa alveolar surda      | sono            | /sonu/ |
| ʒ           | Fricativa pós-alveolar sonora | já              | /ʒa/   |
| ʃ           | Fricativa pós-alveolar surda  | chá             | /ʃa/   |
| ð           | Fricativa dental sonora       | inglês: that    | /ðæt/  |
| θ           | Fricativa dental surda        | inglês: think   | /θɪŋk/ |
| n           | Nasal alveolar                | novo            | /novu/ |
| d           | Oclusiva alveolar sonora      | dar             | /daɾ/  |
| t           | Oclusiva alveolar surda       | tudo            | /tudu/ |
| l           | Aproximante lateral alveolar  | lá              | /la/   |
| ɹ           | Aproximante alveolar          | inglês: right   | /ɹaɪt/ |
| ɾ           | Vibrante simples alveolar     | caro            | /kaɾu/ |
| r           | Vibrante múltipla alveolar    | espanhol: perro | /pero/ |